# François de Murat
Pour les articles homonymes, voir Murat.
François de Murat, né dans le village cantalien de Fontenilles (commune de Sainte-Eulalie) le 2 avril 1766 et mort à Riom le 12 mai 1838), est un philologue auteur en 1792 du premier Dictionnaire du patois de la Haute-Auvergne.
Il est d'une manière plus générale, un auteur de langue occitane utilisant le parler nord-occitan du Cantal.

## Biographie
Il est le fils de Jean-François de Murat, avocat au Parlement de Haute-Auvergne. Originaire de la région de Salers, et ancien officier de cavalerie, il était secrétaire de la sous-préfecture de Riom-ès-Montagnes. À la suite de son mariage avec Anne Robin, il s’installe à Riom, ville où il décède le 12 mai 1838.
Il repose avec son épouse au cimetière des Charmettes de Riom.

## Publications
- Stances sur la paix générale, Riom, Landriot, 1801.
- Le berger de l'Arverne. Nouvelle historique, avec des romances mises en musique, roman, Paris, Landerot et Roousset-Belin, 1804.
- Examen historique et critique du 1er volume de la Biographie des grands hommes d'Auvergne, par M. Aigueperse par le licencié Pero Perez, de Tirtea Fuera, Riom, Thibaud fils, 1835, 108 p.

### Publications posthumes
- « La lanterne des morts du cimetière Madame D’Orcet (extrait des papiers de François de Murat - 1835) » dans Revue de la Haute-Auvergne, t. IV, 1902, p. 99-101.
- « Voyage hippiatrique, à Pompadour et à Aurillac, en 1809 par François de Murat » dans Bulletin de la Société scientifique, historique et archéologique de la Corrèze. Tome XXVI, 1904, p. 615-650.
- « L'Hiver dans la Haute-Auvergne : par François de Murat (manuscrit de François Murat, année 1836) » dans Revue de la Haute-Auvergne, t. VI, 1904, p. 401-405.
- « J.-B. Monestier, vétérinaire, à Mauriac, 1764-1826 . Notice biographique extraite des papiers de François de Murat » dans : Revue de la Haute-Auvergne, t.  VII, 1905, p. 264-274.
- « Le Marquis de Saluces et le château de Drugeac. (Extrait des papiers de François de Murat.) » dans Revue de la Haute-Auvergne, t.  VIII, 1906, p. 109-120.
- Vocabulaire du parler de la région de Sainte-Eulalie, arrondissement de Mauriac (Cantal)  [précédé d’une notice sur F. de Murat] : extrait de la Revue d'Auvergne, Aurillac, Imprimerie Moderne, 1932 (lire en ligne)

## Archives

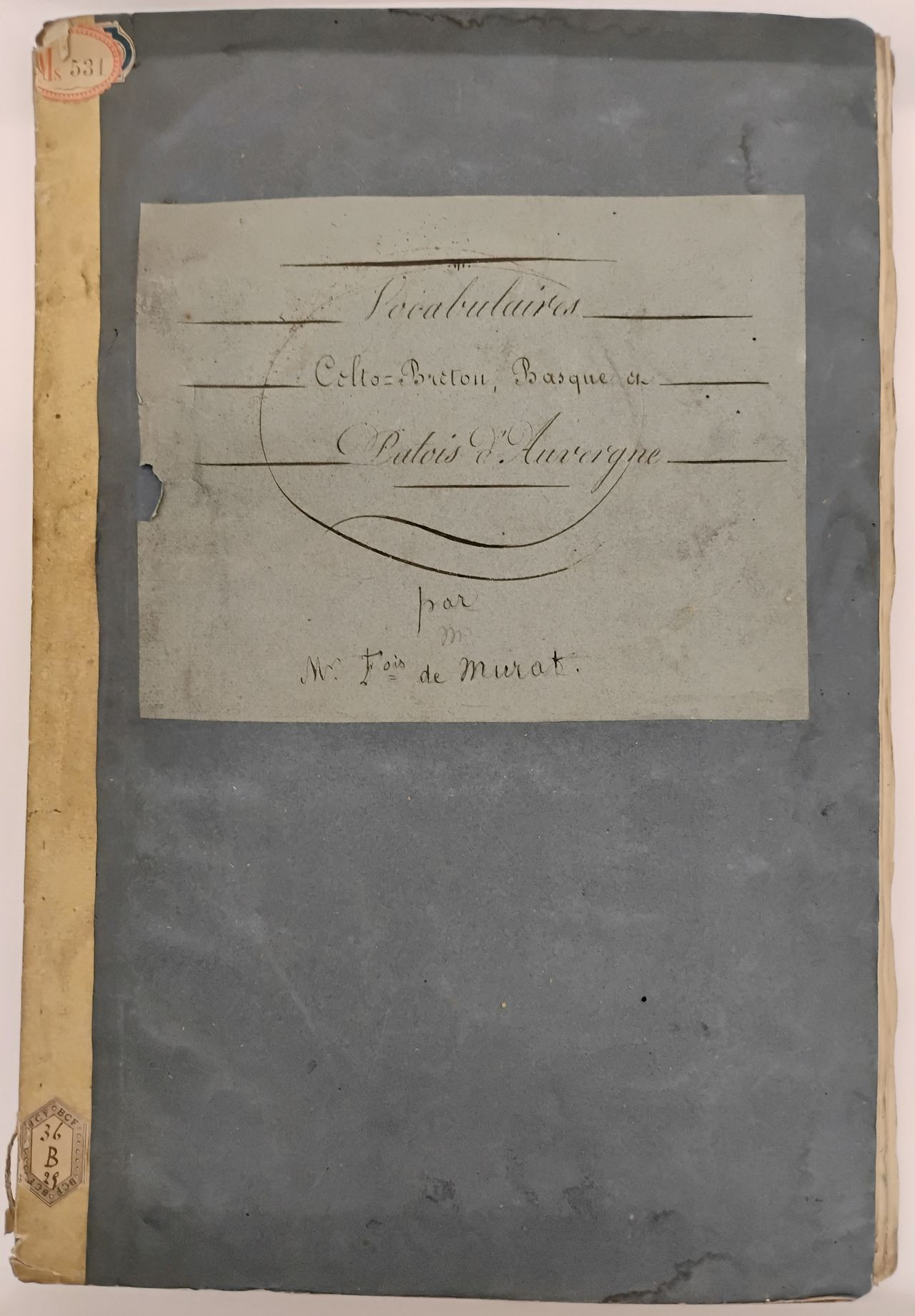
Vocabulaires Celto-Breton, Basque et Patois d'Auvergne (manuscrit)

Il a laissé deux ouvrages manuscrits sur les parlers d'Auvergne, donnés par son petit fils Henri Doniol à la bibliothèque de Clermont-Ferrand. 
- Vocabulaires Celto-Breton, Basque et Patois d'Auvergne (manuscrit).[3]
- Notice sur la langue celtique et vocabulaire du patois de l'arrondissement de Mauriac (manuscrit).[4]

Autres œuvres, de localisation inconnues :
- Philone et Daphnis, 1803
- Essai sur les moyens de rétablir la belle race de chevaux en Auvergne, 1807-1809
- Ma bibliothèque ou les plaisirs de la solitude, poème de 804 vers, 1811
- Tableau biographique de l’Auvergne
- Trois amis
- Le sauvage de Zerit
- L’Âne Martin traduit en justice pour cause d’impuissance, poème en 689 vers
- Lou bair de l’Oustagal ou les Huns en Auvergne, étude de folklore
- Les Rimes patoises d'Auvergne, recueil signalé dans La Grammaire et les poètes de la langue patoise d'Auvergne par Auguste Bancharel, Aurillac, 1882.
- Lou ber e lo dareit, Pièce satirique de 400 vers, court extrait publié dans Michel Leymarie, La Cabreta, 1961